# Kameoka

Kameoka (亀岡市 Kameoka-shi?) este un municipiu din Japonia, prefectura Kyoto.